# 피아트 판다
피아트 판다(Fiat Panda)는 이탈리아 자동차 회사인 피아트에서 생산 및 판매하는 도시형 자동차이다. 유럽에서는 A 세그먼트라고 하는 가장 작은 급에 속한다. 1980년에 개최된 제네바 모터쇼에서 첫선을 보인 이후에 2000년까지 누적 판매 대수가 400만 대를 돌파했다.

## 1세대

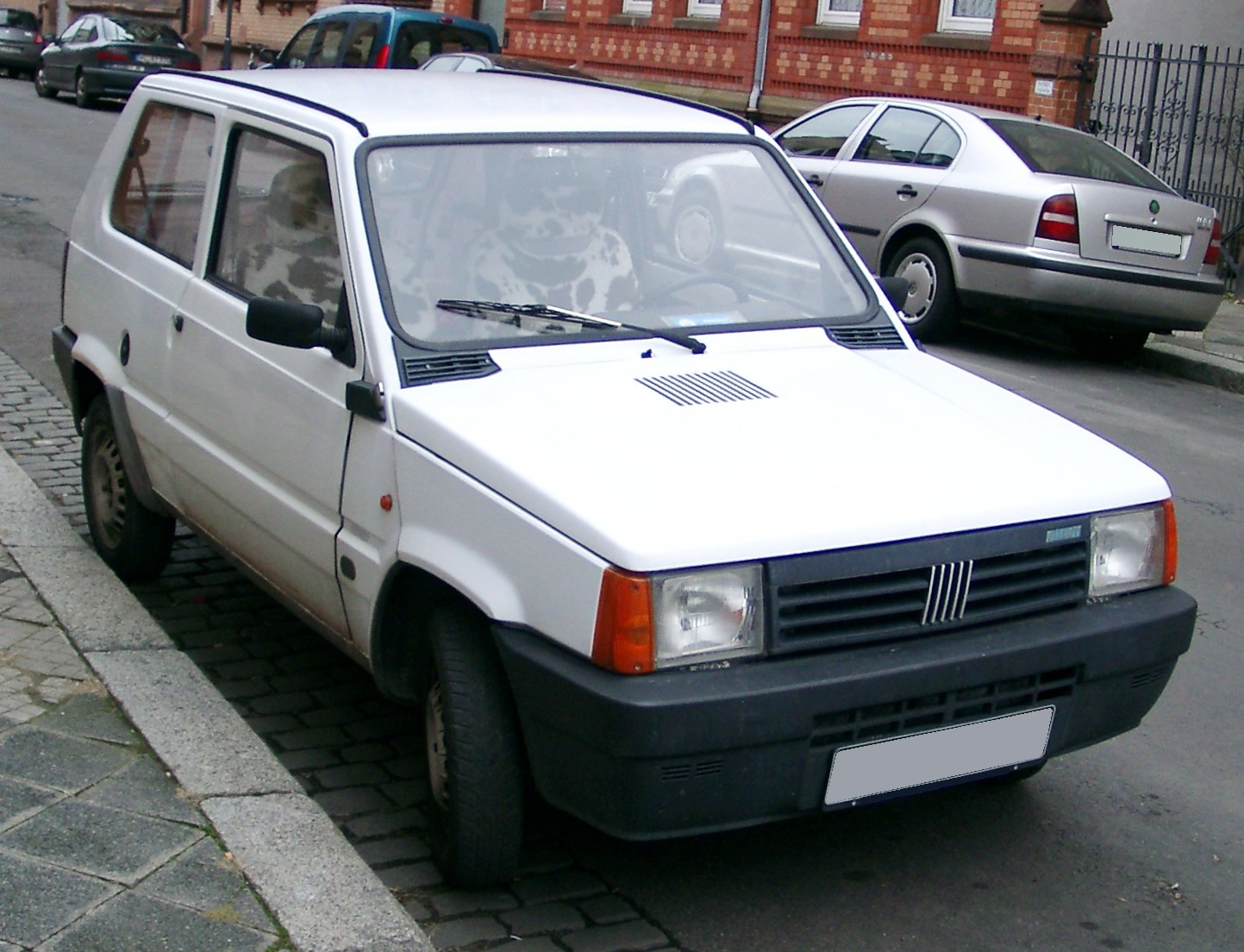
피아트 판다 정측면

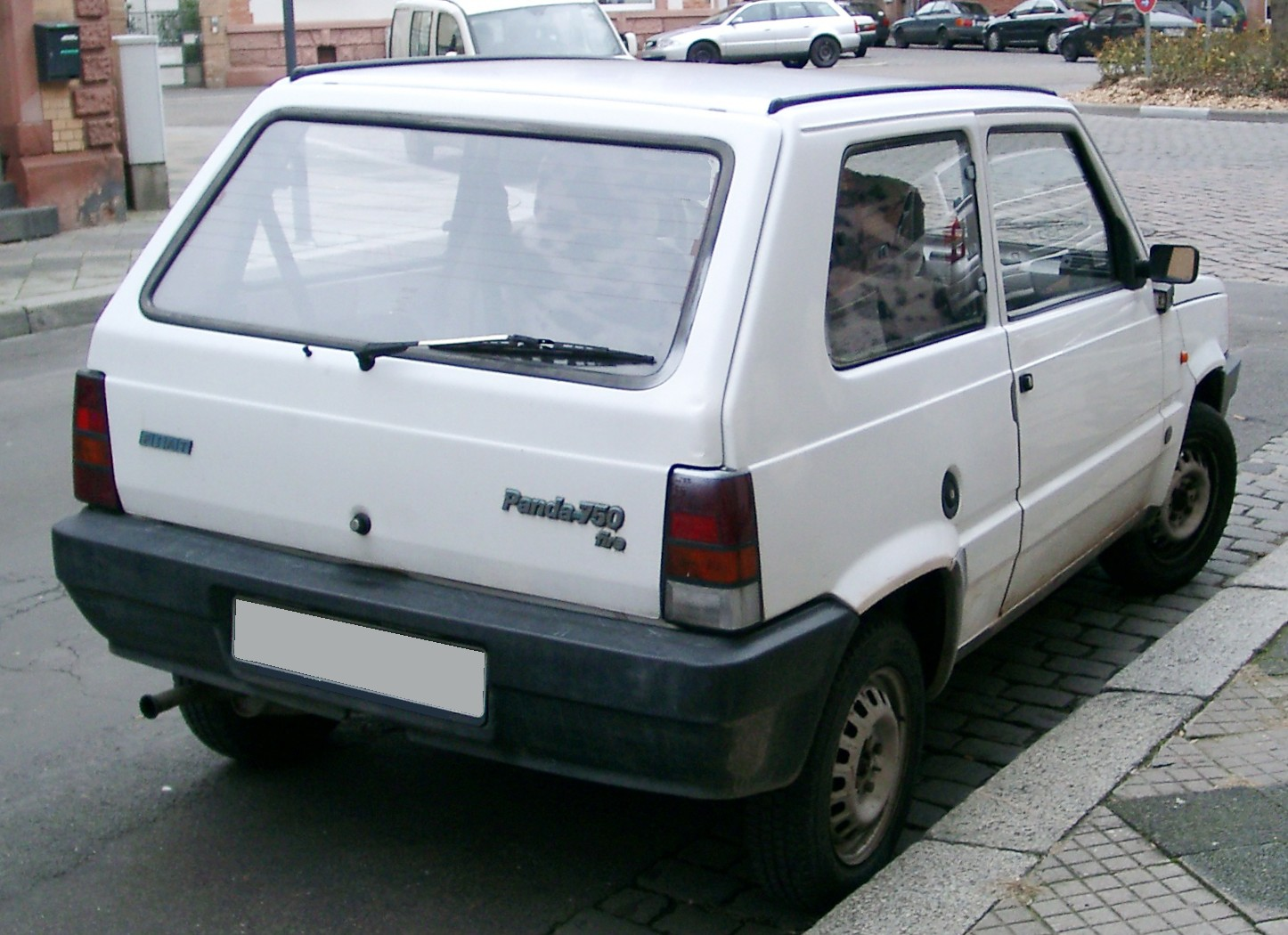
피아트 판다 후측면

1세대는 3도어로 나왔다. 1970년대에 터진 유류 파동은 거의 모든 자동차 업체들이 연비가 좋은 소형차 개발에 더욱 박차를 가하는 계기가 되었다. 판다는 피아트가 최초로 개발을 전면적으로 외부에 위탁한 차종으로, 그 개발을 담당한 곳은 세계적인 자동차 디자이너인 조르제토 쥬지아로가 경영하는 이탈디자인이었다. 개발 및 생산 비용 절감을 위하여 모든 창문을 평면 유리로 하는 등 차체는 직선 위주로 디자인이 되었으나, 실용성과 공간 활용성이 뛰어났다. 1980년에 출시되었는데, 출시 당시에는 652cc 가솔린 엔진과 903cc 가솔린 엔진 등 2가지가 갖춰졌다. 1982년에는 843cc 가솔린 엔진이 추가되었고, 1983년에는 횡치 엔진이 적용된 전륜구동 방식으로는 세계 최초로 4륜구동 시스템을 더했다. 1986년에는 지금까지의 3가지 엔진을 대체하는 769cc 가솔린 엔진과 999cc 가솔린 엔진, 1,301cc 디젤 엔진이 새로 적용되었다. 1991년에는 CVT(무단변속기)가 추가되었다. 대한민국에도 잠시 들어온 적이 있다. 2003년에 단종되었는데, 판매되었던 23년 동안 풀 모델 체인지를 거치지 않았던 장수 차종이었다.

## 2세대

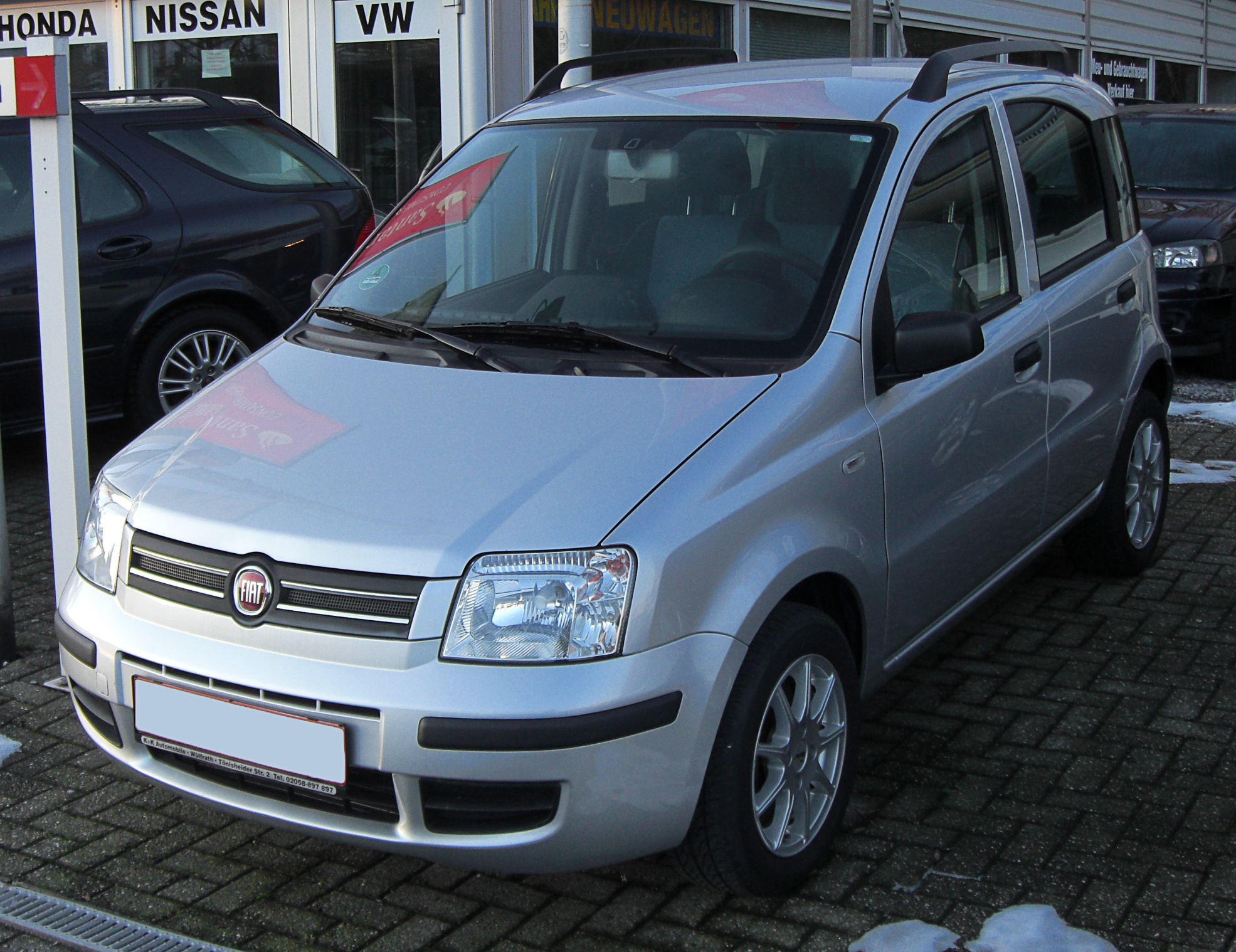
피아트 판다 정측면

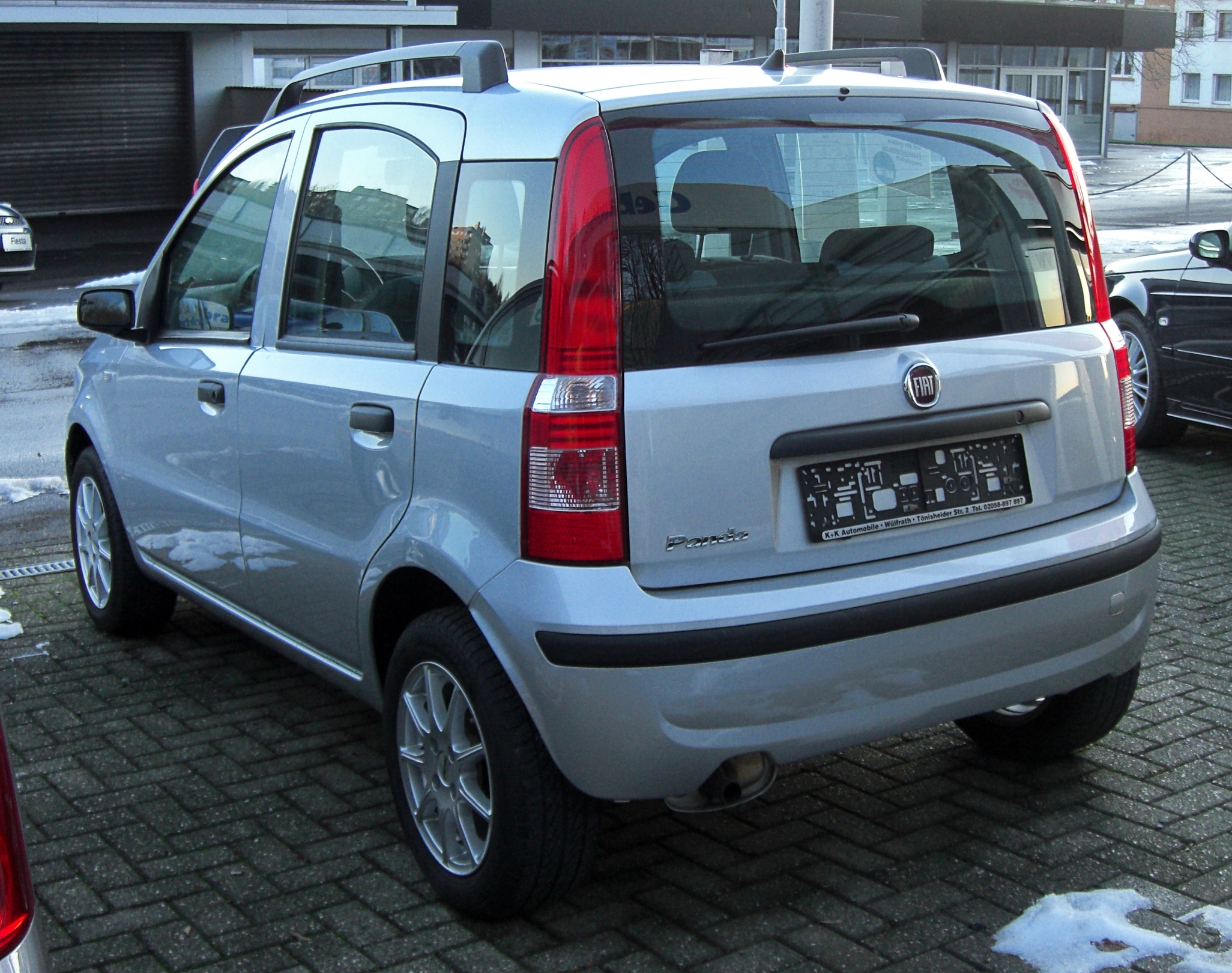
피아트 판다 후측면

2003년에 출시된 2세대는 당시 경영 사정이 좋지 않았던 피아트는 심기일전으로 판다 대신에 새로운 차명인 진고(Gingo)를 쓸 계획이였으나, 르노의 트윙고(Twingo)와 유사한 점이 지적되어 판다라는 차명을 계승하게 되었다. 원래 1세대는 위에서 서술했듯이 3도어로 나왔었지만, 2세대부터는 5도어로 변경되어 뒷좌석 자리의 승하차가 편리해졌다. 2004년 유럽 올해의 차를 수상하였다. 2011년에 3세대가 출시되었음에도 불구하고 계속 판매되다가, 2012년 12월에 단종되었다.

## 3세대

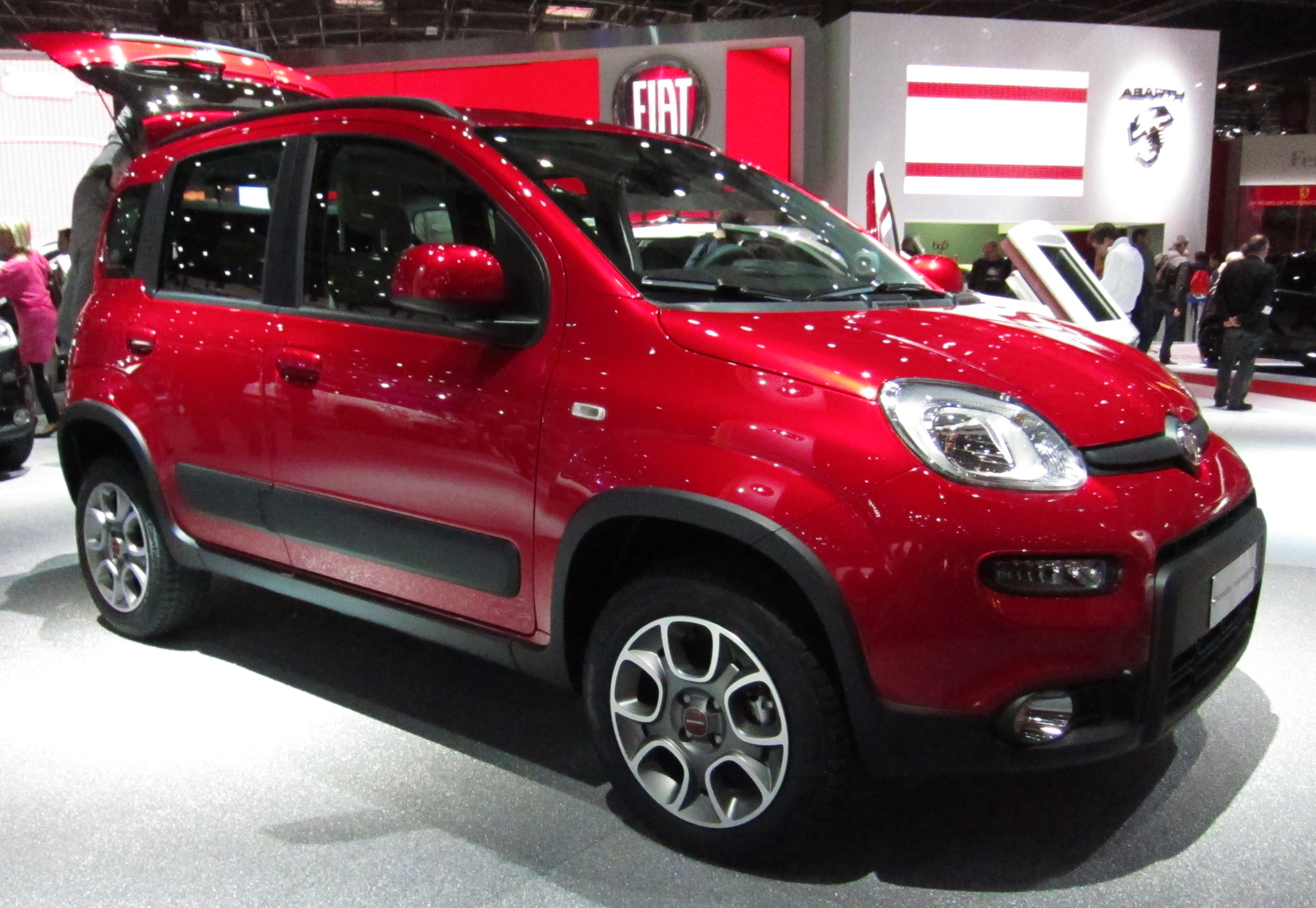
피아트 판다 정측면

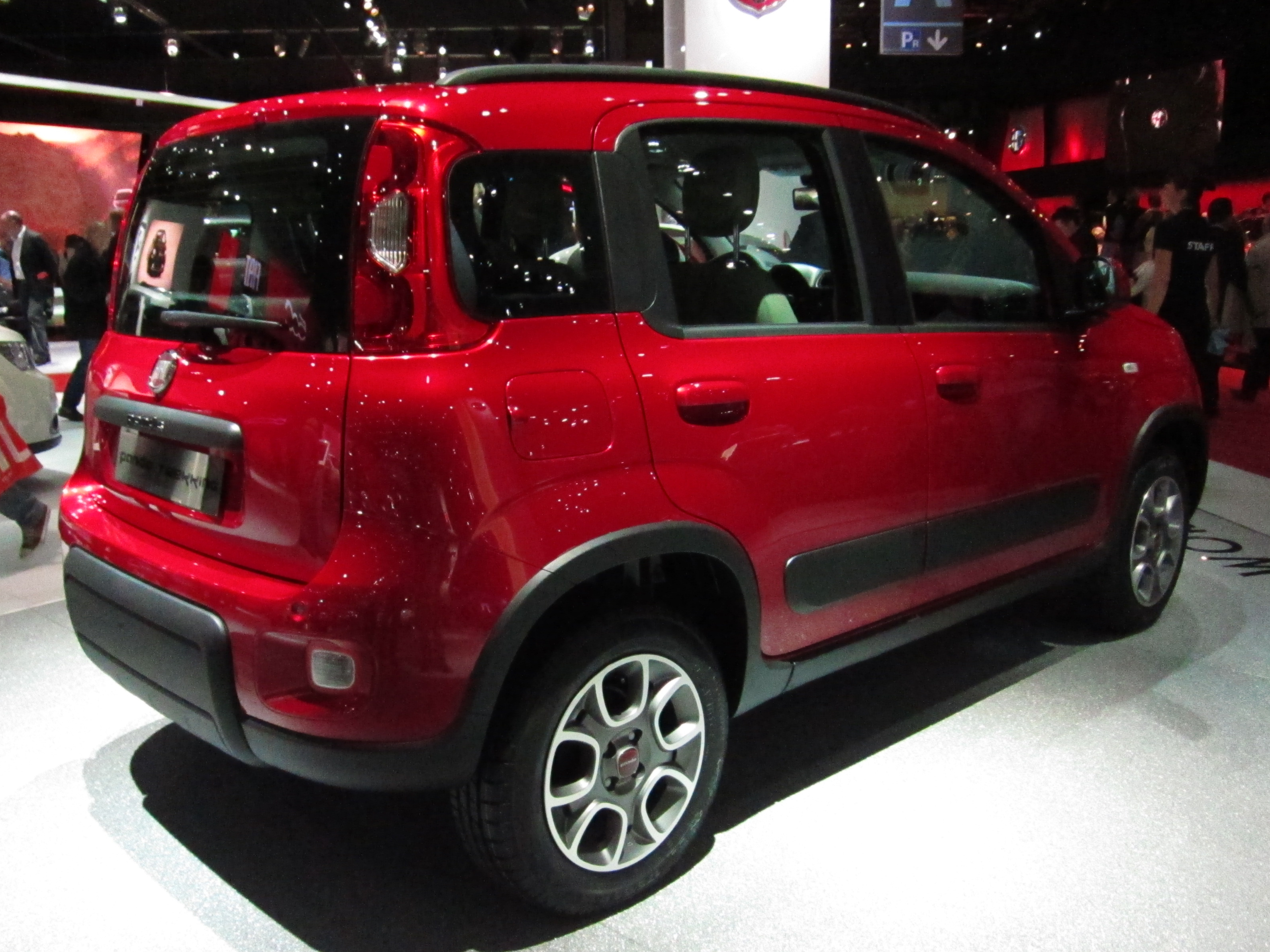
피아트 판다 후측면

2011년에 출시되었다. 판다 특유의 디자인을 계승하며, 피아트의 새로운 패밀리 룩이 조화를 이뤘다. 헤드 램프에는 DRL 기능도 내장되었고, 실내 공간을 넓히기 위해 시트 등받이가 얇게 제작되었다. 유럽 교통 법규에 따라 모든 엔진에 스타트&스톱 시스템이 기본 적용되었다.

## 경쟁 차종
- 현대자동차 - i10
- 기아자동차 - 모닝
- 쉐보레 - 스파크
- 오펠 - 아담, 칼
- 르노 - 트윙고
- 푸조 - 108
- 시트로엥 - C1
- 스마트 - 포투, 포포
- 폭스바겐 - 업!
- 포드 - 카
- 토요타 - iQ, 아이고